# Escut de Sant Jaume d'Enveja
L'escut oficial de Sant Jaume d'Enveja té el següent blasonament:
Escut caironat: de sinople, una faixa ondada d'argent acompanyada al cap d'una espiga d'arròs d'argent i a la punta d'una torre també d'argent. Per timbre una corona mural de poble.

## Història
Va ser aprovat el 27 de juliol de 1985 i publicat en el DOGC el 9 d'octubre del mateix any.
Sant Jaume d'Enveja és situat a la part sud del delta de l'Ebre, i l'arròs n'és la principal riquesa. L'escut, doncs, presenta una espiga d'arròs i una cinta ondada que simbolitza el riu Ebre, mentre que la torre d'argent (les armes de Tortosa) recorda que el poble va pertànyer a aquest darrer municipi fins al 1978.